# Min pige er så lys som rav

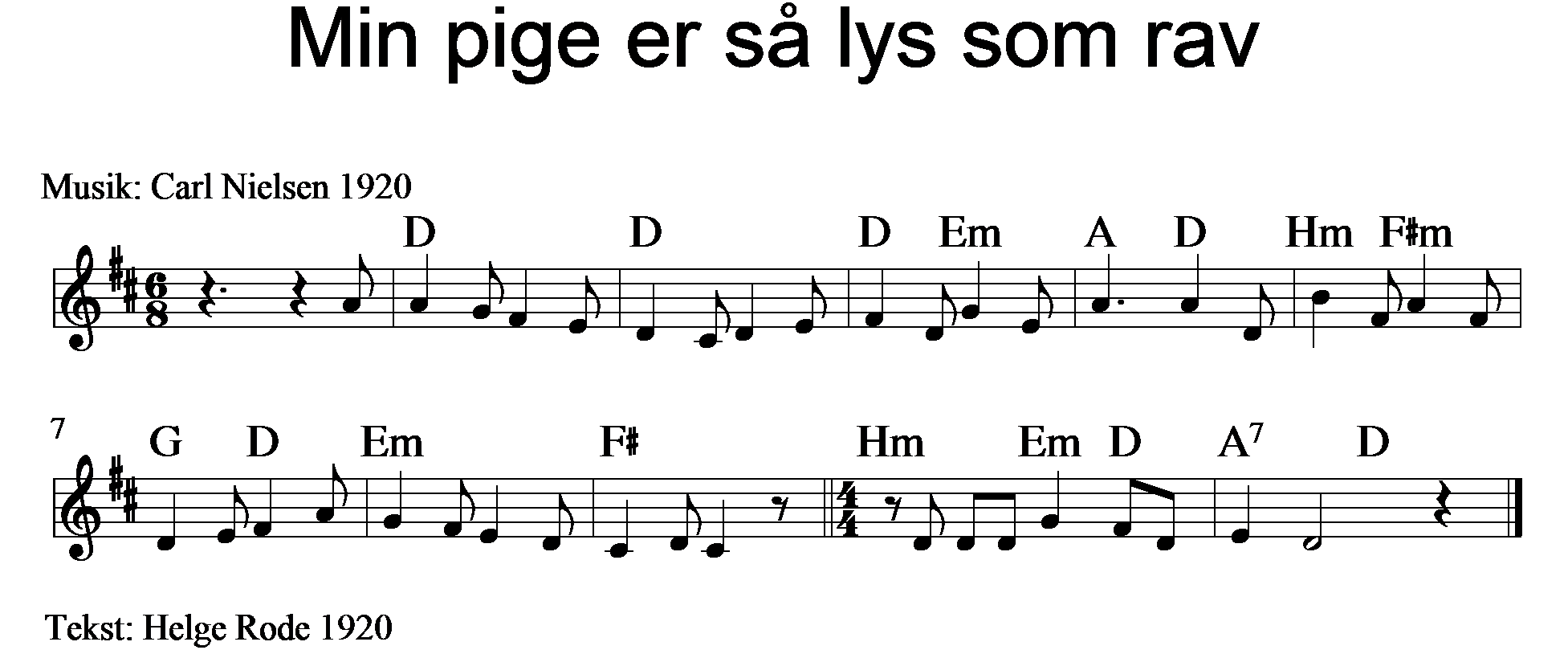
Carl Nielsens melodi i D-dur.

Min pige er så lys som rav är en dansk sång med text av Helge Rode och musik av Carl Nielsen. Sången är också känd som Prinsesse Tove af Danmark eller endast Prinsesse Tove. Sången skrevs 1920. Flera versioner har gjorts, bland annat med Bo Skovhus och Radiosymfoniorkesteret.

### Fotnoter
1. ↑  ”Blandede udgivelser”. Carl Nielsen Selskabet. http://carlnielsen.dk/pages/diskografi/blandede-udgivelser.php.